# Invasión de Checoslovaquia por el Pacto de Varsovia
La invasión de Checoslovaquia por el Pacto de Varsovia o también llamada por su nombre clave operación Danubio fue una guerra no declarada en la que tropas de cinco países socialistas miembros del Pacto de Varsovia, en la noche del 20 al 21 de agosto de 1968, liderados por la Unión Soviética, invadieron la República Socialista Checoslovaca. Su objetivo era frenar las reformas de liberalización económica y política impulsadas por el presidente checoslovaco, Alexander Dubček, que habían conducido, anteriormente, a la Primavera de Praga.

## Invasión
Participaron en la operación militar tropas de las repúblicas de Polonia, Hungría y Bulgaria, comandadas por tropas soviéticas. Las tropas de Alemania Oriental, aunque listas para la acción, no cruzaron la frontera de Checoslovaquia (a excepción de un pequeño número de especialistas). El único país miembro del Pacto de Varsovia que no participó en la invasión fue Rumanía; además su presidente Nicolae Ceaușescu condenó abiertamente la invasión.
En la operación, cuyo nombre en clave fue Danubio, atacaron Checoslovaquia 500 000 soldados (otras fuentes elevan el número hasta 750 000). Alrededor de 500 civiles checoslovacos fueron heridos y 108 fallecieron en la invasión, que provocó que las reformas de liberalización fueran detenidas y revertidas y que, además, se reforzase la autoridad del Partido Comunista de Checoslovaquia (KSČ). La política exterior de la Unión Soviética durante esta época se conocía como la Doctrina Brézhnev de "soberanía limitada".

## Consecuencias

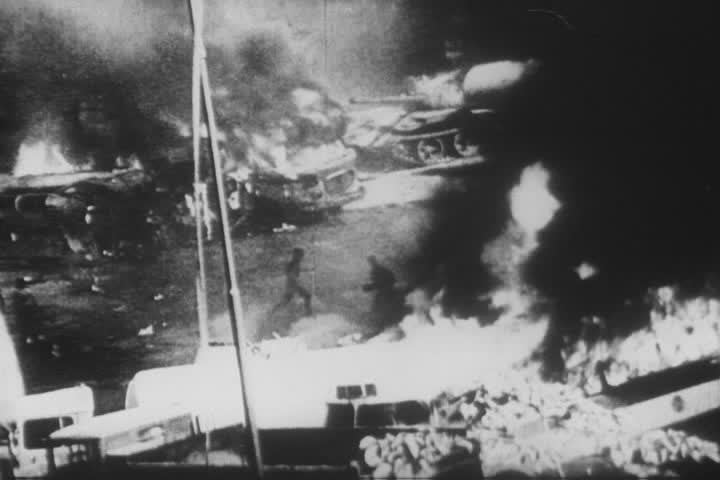
Barricadas y tanques soviéticos en llamas.

### La reacción internacional
El mismo día de la invasión (21 de agosto) tuvo lugar la sesión del Consejo de Seguridad de la ONU durante la cual el representante de la URSS, Yákov Málik, informó que en Checoslovaquia no pasaba nada extraordinario y que la vida del país seguía sus cauces normales. Diez países aceptaron una resolución preparada por EE. UU. y Reino Unido, tres países no tomaron ninguna acción en la votación y se manifestaron en contra la Unión Soviética y Hungría. La corta vida de esta resolución culminó con el veto soviético. Mientras el mundo occidental se quedó sorprendido y casi sin respuesta, desde el bloque comunista respondieron Yugoslavia y Rumanía. Ambos negaron su participación en la invasión organizada por el Pacto de Varsovia liderado por los inescrutables soviéticos.
Miembros de comités centrales de los partidos comunistas en varios países publicaron obras el mismo año condenando la invasión y denunciando al comunismo soviético por antidemocrático y antihumanista,incluidos el francés Roger Garaudy, el austríaco Ernst Fischer,y el venezolano Teodoro Petkoff, quien escribió el libro Checoslovaquia: el socialismo como problema en el que proponía el socialismo democrático. En respuesta, Leonid Brézhnev, secretario general del Partido Comunista de la Unión Soviética, declaró a los autores como una «amenaza» para el comunismo internacional.

### El último reflejo de la Primavera de Praga

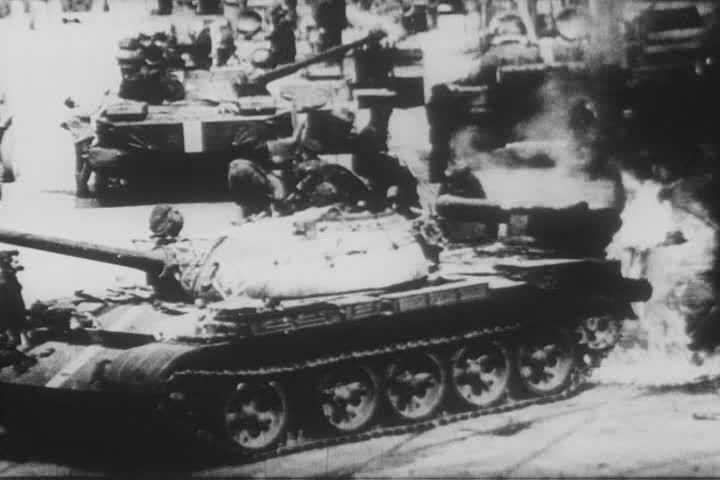
Tanques soviéticos marcados con bandas de invasión durante la invasión.

En septiembre de 1968, Ryszard Siwiec, excombatiente de la Armia Krajowa, la principal fuerza de la resistencia polaca durante la Segunda Guerra Mundial, se quemó a lo bonzo en protesta por la invasión. Cuatro meses más tarde, el 16 de enero de 1969, el estudiante checo Jan Palach se inmoló de la misma manera en la plaza de Wenceslao de Praga.
Tras largos años de inactividad política, el exlíder comunista Alexander Dubček, relacionado con el movimiento reformador dentro del Partido Comunista de Checoslovaquia, fue nominado para enfrentarse a Václav Havel en la primera elección presidencial después de la caída del muro de Berlín como resultado de la  Revolución de Terciopelo. Más tarde, sin grandes explicaciones, el mismo Alexander Dubček canceló su nominación, aunque fue elegido presidente de la Asamblea Federal.

### La URSS condena la invasión de Checoslovaquia en 1968
En diciembre de 1989, la URSS y los cuatro países aliados del Pacto de Varsovia que participaron en la invasión militar de Checoslovaquia en agosto de 1968 la reconocieron como una «injerencia en los asuntos internos» de aquel país soberano. La condena se realizó por partida doble, en un comunicado conjunto de los gobiernos de Bulgaria, Hungría, la RDA, Polonia y la URSS y en otro por separado del Gobierno soviético.
Las tropas de las Fuerzas Armadas de la URSS permanecieron en suelo checoslovaco hasta el 26 de febrero de 1990.

### La República Checa instaura el Día de Recuerdo de las Víctimas de la Invasión
El 5 de diciembre de 2019 el Senado de la República Checa aprobó la ley por la que se declaraba el 21 de agosto «Día del Recuerdo de las Víctimas de la Invasión y Ocupación Posterior de las Tropas del Pacto de Varsovia» como día festivo nacional. El 13 de diciembre la ley entró en vigor tras su firma por el presidente Miloš Zeman.